# Равіндра Прабгат

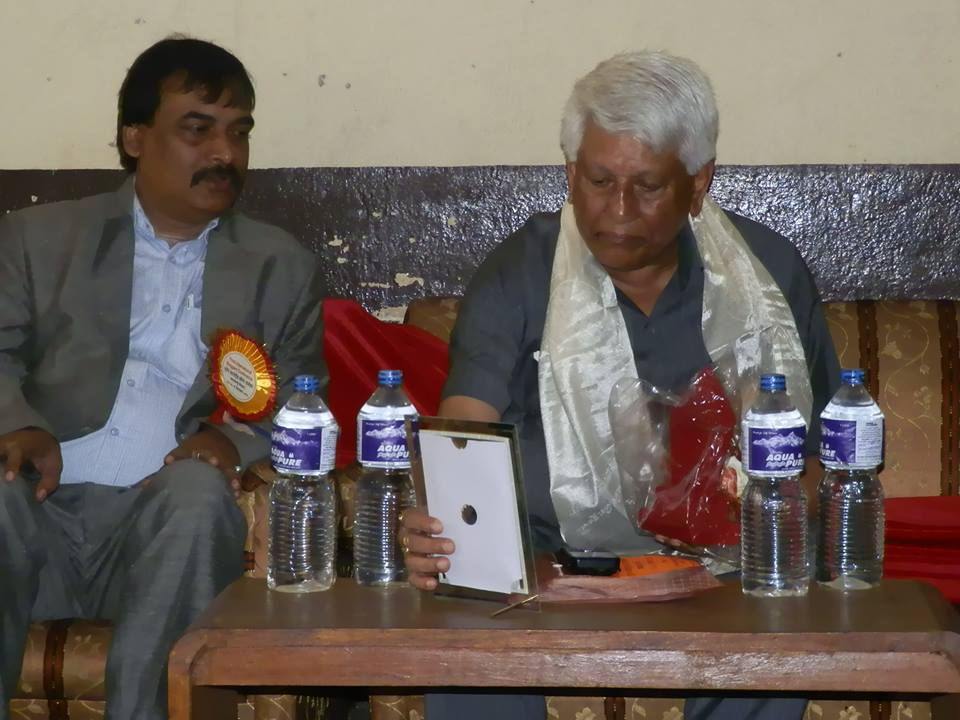
Равіндра Прабгат і Арджун Нарасінґха, один із лідерів партії Непальський конгрес. Катманду, 13 вересня 2013 року.

Равіндра Прабгат (гінді रवीन्द्र प्रभात, урду رافيندرا برابهات, англ. Ravindra Prabhat; * 5 квітня 1969, Магіндвара, Ситамаргі, Бігар, Індія) — індійський письменник, журналіст, есеїст, літературознавець і блогер. На травень 2021 року статті про нього були у 53 мовних розділах Вікіпедії. У цьому його перевершив тільки один із представників літератури мовою гінді — Мунші Премчанд: 64 мовні розділи.

## Біографічні дані
Равіндра Кумар Чаубе Прабгат народився в сім'ї Шрі Кедарнатха Чаубе Прабгата і Урміли Деві Чаубе Прабгат у селі Магіндвара. Там він закінчив школу. 1980 року відбув обряд посвячення упанаяна. Вищу освіту здобув у enБігарському університеті імені Бгімрао Раджі Амредкара, що в Музаффарпурі, ставши бакалавром у галузі географії. Після того навчався в Аллахабаді — в Уттар-Прадеському відкритому університеті імені Раджарші Пурушоттама Даса Тандона на спеціальності «Журналістика і масова комунікація» й здобув диплом магістра. Одружений з 1989 року. Жінка — Мальвіка Прабгат. У подружжя троє дітей: син Шубгенда Прабгат і дочки Урвія Прабгат та Урваші Прабгат. Письменник мешкає в Лакнау.

## Журналістська діяльність
Прабгат почав дописувати до газет і журналів у 1987 році. Публікувався, зокрема, в ситамарзьких виданнях Urvija і Fagunahat. Вів рубрики в Daily News Activist і Jansandesh Times — щоденних англомовних газетах, які виходять у Лакнау. 1993 року став редактором спеціального випуску щомісячного журналу Samvad, а в наступному році обійняв таку ж посаду в щомісячному журналі Sahityanjali. З травня 2011 по травень 2013-го був головний редактор журналу Vatvriksh (Лакнау). З червня 2013 року він головний редактор щомісячного журналу Parikalpana Samay.

## Письменницька діяльність
Як літератор, Прабгат дебютував у 1991 році книжкою віршів हमसफर (гінді) / Ham Safar / «Коханець». Видав ще збірку газелей मत रोना रमज़ानी चाचा (гінді) / Mat Rona Ramjani Chacha (1999) і збірку स्मृति शेष (гінді) / Smriti Shesh (2002). 1992 року він написав сценарій телевізійного документального фільму Naya Bihan, у якому йдеться про освіту жінок. У 1995 році Прабгат виступив редактором і упорядником книжки критичних статей «Сучасна непальська література». У 2011-му вийшла його перша прозова книжка ताकि बचा रहे लोकतन्त्र (гінді) / Taki Bacha Rahe Loktantra — «Ось так можна врятувати цю демократію» й цього ж року здобула премію, приурочену століттю від дня народження Нагарджуни. Тема цього роману — соціальні стосунки в Індії. Головний герой хоч і належить до касти недоторканних, а проте доходить до вершків індійського суспільства, здобуває багатство і славу. У 2012 році Прабгат опублікував роман प्रेम न हाट बिकाए (гінді) / Prem Na Hat Bikay / «Кохання не продаси за тарифом» на тему любовного трикутника. Третя прозова книжка धरती पकड़ निर्दलीय (гінді) / Dharati Pakad Nirdaliya (2013) — це сатиричний роман про політику в індійському селі.

## Інтернет-діяльність

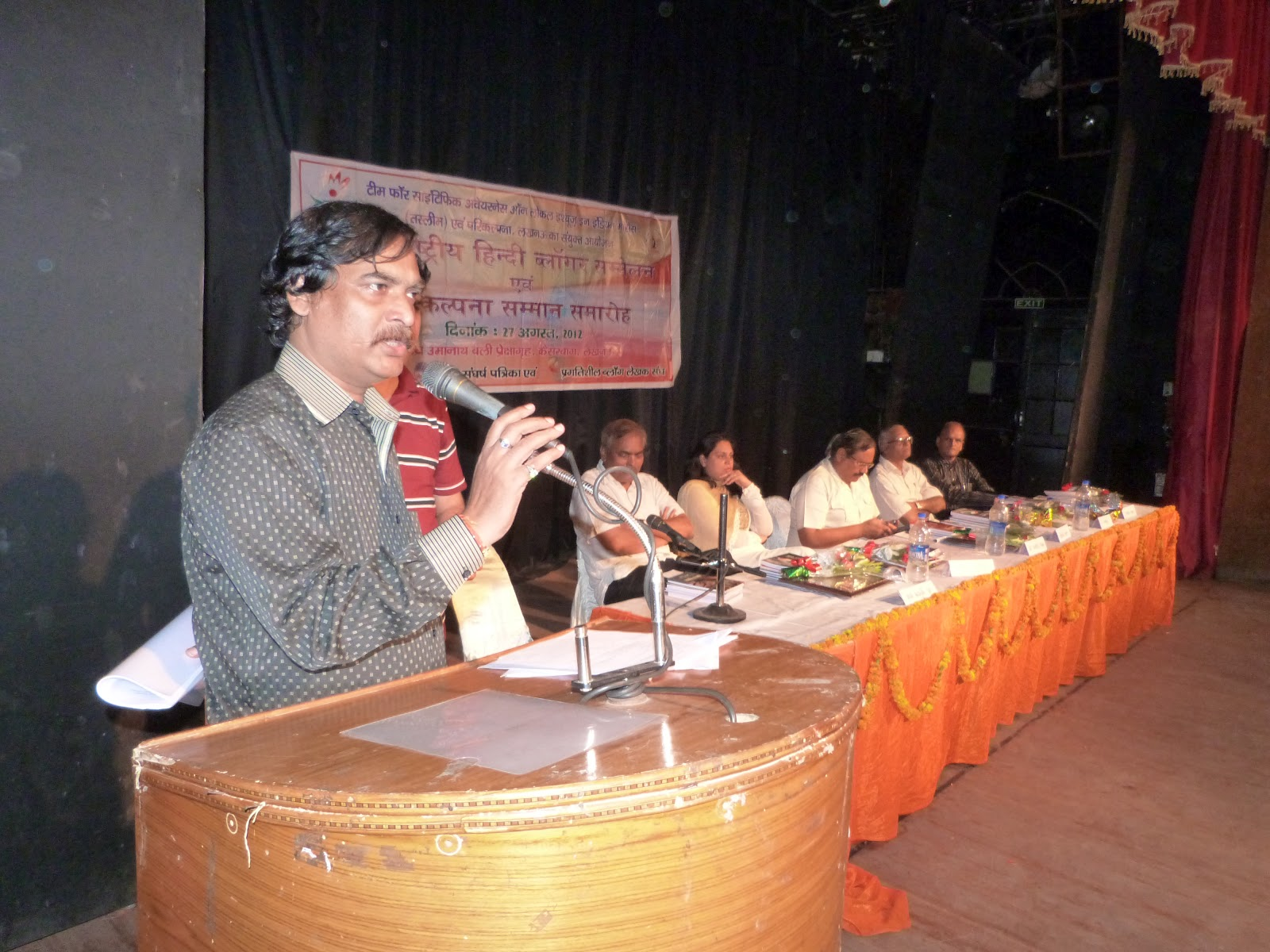
Равіндра Прабгат виступає на міжнародній блогерській конференції в Лакнау. 27 серпня 2012 року.

Равіндра Прабгат плідно працює блогером з 2007 року. Має вебсторінку www.parikalpnaa.com, присвячену передусім проблемам літератури мовою гінді. З 2010 року працює редактором-консультантом інтернет-газети Hamari Vani. З 2012 року він головний редактор інтернет-газети Parikalpna Blogotsav. Належить до журі індійської блогівської літературної премії Parikalpna. У 2011 і 2012 роках видав дві книжки критичних статей та есеїв: हिन्दी ब्लॉगिंग का इतिहास (гінді) / History of Hindi Blogging / «Історія індійського блогування» і हिन्दी ब्लॉगिंग : अभिव्यक्ति की नयी क्रान्ति (гінді) / Hindi Blogging: Expression of new revolution / «Індійське блогування: вираз нової революції».

## Твори

### Поезія
- हमसफर (гінді) / Ham Safar / «Коханець» (1991)
- मत रोना रमज़ानी चाचा (гінді) / Mat Rona Ramjani Chacha (1999)
- स्मृति शेष (гінді) / Smriti Shesh (2002)

### Проза
- ताकि बचा रहे लोकतन्त्र (гінді) / Taki Bacha Rahe Loktantra — «Ось так можна врятувати цю демократію» (2011)
- प्रेम न हाट बिकाए (гінді) / Prem Na Hat Bikay / «Кохання не продаси за тарифом» (2012)
- धरती पकड़ निर्दलीय (гінді) / Dharati Pakad Nirdaliya (2013)
- Lakhanaua Kakka(2018) ISBN 978-93-83967-40-7 (бгоджпурі)
- Kashmir 370 kilometer (гінді) (Notion Press, 2019) ISBN 9781647609320[4]
- Dhartiputri Sita (гінді)(Notion Press, 2020) ISBN 9781637452745[5]
- प्रतिश्रुति (гінді) / Pratishruti (Notion Press, 2021) ISBN 9781639970735

### Фахова література
- समकालीन नेपाली साहित्य / Contemporary Nepali literature / «Сучасна непальська література» (1995)
- हिन्दी ब्लॉगिंग का इतिहास (гінді) / History of Hindi Blogging / «Історія індійського блогування» (2011)
- हिन्दी ब्लॉगिंग : अभिव्यक्ति की नयी क्रान्ति (гінді) / Hindi Blogging: Expression of new revolution / «Індійське блогування: вираз нової революції» (2012)
- Hindi Bhasha ke vividh ayam (Rashtriy Aur Antarrashtriy Pariprekshya men) (2018) ISBN 978-93-84397-67-8 (Hindi essays collection)
- Responsibility Awareness & Public Behavior (Hindi: दायित्व बोध और लोक व्यवहार) (Notion Press]] 2019) ISBN 9781647832902 (Hindi/English)[6]
- Social Media and Us (Hindi: samajik midia aur ham) (Notion Press, 2020) ISBN 9781648055621 (Hindi)[7]
- SHARE MARKET(Nivesh Ke Tareeke)(Notion Press, 2020) ISBN 9781636334752 (гінді)[8]
- Dr. Mithilesh Dikshit ka sahitya srijan evam pradey (Hindi: डॉ. मिथिलेश दीक्षित का साहित्य सृजन एवं प्रदेय) (Parikalpana Samay Publications Lucknow, 2021) ISBN 9781639579082 (гінді)[9]
- Media aur Social Media (Indraprasth Prakashan Delhi, 2021) ISBN 9789392696015 (гінді)

### Сценарії
- Телевізійний документальний фільм Naya Bihan (1992)

## Нагороди
- Премія від журналу Samvad (2009)[10]
- Премія Blogshri (2011)[11]
- Премія Blog Bhushan (2011)[12]
- Премія Nagarjuna Birth centenary Story Award (2011), приурочена століттю від дня народження Нагарджуни[13]
- Премія Prables Blogger Peak (2011)[14]
- Премія Srijan Shri (2011, Міжнародна академічна конференція в Бангкоку)[15]
- Премія Sahitya Shri (2012, Мумбаї)[16]